# Pier Aldo Rovatti

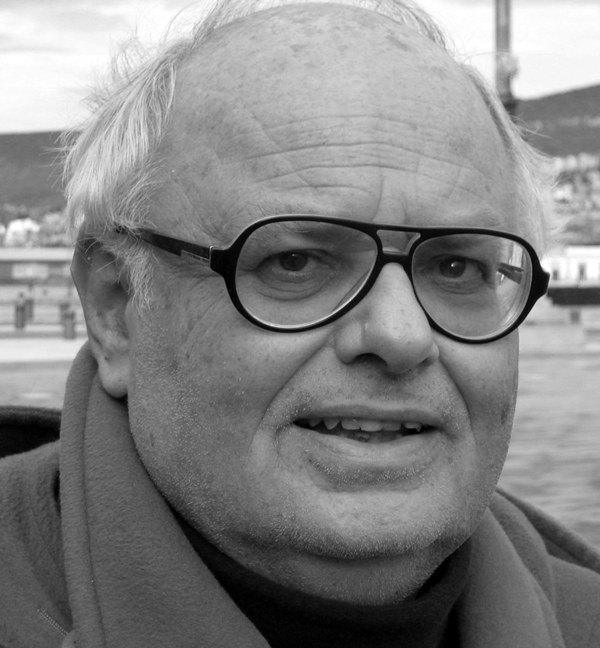
Pier Aldo Rovatti

Pier Aldo Rovatti (* 1942 in Modena) ist ein italienischer Philosoph. Er ist zusammen mit Gianni Vattimo Hauptvertreter der innovativen poststrukturalistischen Denkausrichtung des Schwachen Denkens ( pensiero debole), Herausgeber der 1951 von Enzo Paci gegründeten Zeitschrift aut aut und emeritierter Professor für theoretische Philosophie an der Universität Triest. Daselbst leitet er auch das Labor für zeitgenössische Philosophie, in dem sich Nachwuchswissenschafter aus philosophischer Perspektive mit Themen der Zeit auseinandersetzen.

## Leben
Rovatti studierte in Mailand Philosophie, verkehrte im Kreis des Existenzialisten, Phänomenologen und Marxisten Enzo Paci und wurde mit einer Arbeit über Alfred North Whitehead promoviert. 1977 ging er nach Triest und arbeitete als Assistent am philosophischen Seminar. 1999 wurde er zum assoziierten und 2004 zum ordentlichen Professor an der Universität Triest berufen.
Rovatti folgte in den 1960er und frühen 1970er Jahren dem phänomenologisch-marxistischen Ansatz seines Lehrers Enzo Paci, begann sich aber in den späten 1970er Jahren als einer der ersten Philosophen in Italien mit Michel Foucault zu befassen. In der Folge löste er sich vom Denken des frühen Marx und kritisierte den marxistischen Determinismus. Mit seinen Aufsätzen in der Zeitschrift aut aut wurde er in Italien bekannt. 1983 erzielte er internationale Aufmerksamkeit mit der Publikation des Sammelbandes Il pensiero debole („Das schwache Denken“), den er zusammen mit Gianni Vattimo herausgab; zu den Autoren zählten neben Rovatti und Vattimo auch Umberto Eco und Maurizio Ferraris. Vor allem in den USA wurde die neue Denkströmung stark rezipiert. Rovattis Denken gilt seither den schwachen Seiten des Subjekts, insbesondere der Passivität und Alterität. Mit einer neuen Interpretation des Werks von Martin Heidegger hat er sich im akademischen Diskurs hervorgetan. Persönliche und intellektuelle Freundschaft verband ihn unter anderen mit Jacques Derrida und Emanuel Levinas. Rovatti ist der Philosophie des Poststrukturalismus zuzurechnen.
Die erste systematische Darstellung seines „schwachen Denkens“ wurde von René Scheu in dessen Dissertationsschrift geleistet. Die Arbeit erschien 2010 in italienischer Übersetzung und ist versehen mit einem Brief von Gianni Vattimo.

## Schriften
- La dialettica del processo. Saggio su Whitehead. Mailand 1969.
- mit Gianni Vattimo (Herausgeber): Il pensiero debole. Mailand 1983.
- La posta in gioco. Heidegger, Husserl, il soggetto. Mailand 1987.
- Il declino della luce: saggi su filosofia e metafora. Mailand 1988.
- L'esercizio del silenzio. Mailand 1992.
- Introduzione alla filosofia contemporanea. Mailand 1996.
- Die Distanz bewohnen. Wien 1999. (Abitare la distanza. Mailand 1994)
- mit Jacques Derrida (Herausgeber): L'università senza condizione. Mailand 2002.
- Der Wahnsinn in wenigen Worten. Wien 2004. (La follia in poche parole. Mailand 2000)
- La filosofia può curare? Mailand 2006.
- Etica Minima. Mailand 2010.
- Noi, i barbari. Mailand 2011.
- Un velo di sobrietà. Mailand 2013.